# Суперкубок Англії з футболу 1957
Суперкубок Англії з футболу 1957 — 35-й розіграш турніру. Матч відбувся 22 жовтня 1957 року між чемпіоном Англії «Манчестер Юнайтед» та володарем кубка країни «Астон Вілла».
| Володар Суперкубка Англії 1957   |
| -------------------------------- |
|                                  |
| «Манчестер Юнайтед» П'ятий титул |

## Учасники
| Клуб                | Участей | Роки (жирним виділено перемоги) |
| ------------------- | ------- | ------------------------------- |
| «Манчестер Юнайтед» | 5       | 1908, 1911, 1948, 1952, 1956    |
| «Астон Вілла»       | 1       | 1910                            |

## Матч

### Деталі
| 22 жовтня 1957 |

| «Манчестер Юнайтед»                   | 4–0      | «Астон Вілла» |
| ------------------------------------- | -------- | ------------- |
| Тейлор 50', 54', 70' Беррі 87' (пен.) | Протокол |               |

| Олд-Траффорд, Манчестер Глядачів: 27 923 Арбітр: Кевін Гоулі |

|  |  |

| В                |  | Рей Вуд           |
| З                |  | Білл Фоулкс       |
| З                |  | Роджер Берн       |
| ПЗ               |  | Фредді Гудвін     |
| ПЗ               |  | Джекі Бланчфлауер |
| ПЗ               |  | Данкан Едвардс    |
| Н                |  | Джонні Беррі      |
| Н                |  | Ліам Вілан        |
| Н                |  | Томмі Тейлор      |
| Н                |  | Денніс Вайоллет   |
| Н                |  | Девід Пегг        |
| Головний тренер: |  |                   |
| Метт Басбі       |  |                   |

| В                |  | Найджел Сімс     |
| З                |  | Стен Лінн        |
| З                |  | Пітер Олдіс      |
| ПЗ               |  | Стен Краудер     |
| ПЗ               |  | Джиммі Дагдейл   |
| ПЗ               |  | Пет Севард       |
| Н                |  | Лес Сміт         |
| Н                |  | Джекі Севелл     |
| Н                |  | Дерек Пейс       |
| Н                |  | Білл Мєрска      |
| Н                |  | Пітер Макпарланд |
| Головний тренер: |  |                  |
| Ерік Гафтон      |  |                  |